# Crooked Creek (Kuskokwim River)
Der Crooked Creek ist ein etwa 53 Kilometer langer rechter Nebenfluss des Kuskokwim River im südwestlichen Interior des US-Bundesstaats Alaska.

## Flusslauf
Der Crooked Creek entsteht in den Kuskokwim Mountains am Zusammenfluss von Donlin Creek (links, 20 km lang) und Flat Creek (rechts, 9,6 km lang). Von dort fließt er südwärts und mündet bei der Siedlung Crooked Creek (⊙) in den nach Westen strömenden Kuskokwim River. Der Ort Crooked Creek liegt am Kuksokwim River wenige Meter oberhalb der Einmündung des Crooked Creek. Etwa 1100 m oberhalb der Mündung überquert eine Straße den Fluss und verbindet den Ort mit dem am rechten Flussufer gelegenen Flugplatz Crooked Creek Airport (⊙ IATA: CKD; ICAO: PACJ)
Der Crooked Creek bildet entlang seinem Lauf zahlreiche enge Flussschlingen. Der Crooked Creek entwässert ein Areal von etwa 870 km².

## Hydrologie
4,7 km oberhalb der Mündung befindet sich am Crooked Creek ein Abflusspegel. Der mittlere Abfluss (MQ) beträgt 11,7 m³/s. Im Mai führt der Crooked Creek gewöhnlich die größten Wassermengen mit einem mittleren monatlichen Abfluss von 30,9 m³/s.

## Wirtschaft
Am linken Flussufer unterhalb des Zusammenflusses von Donlin Creek und Flat Creek befindet sich die Donlin-Goldmine. Eine Straße führt von der Mine zu dem am American Creek gelegenen Flugplatz Donlin Creek Airport (⊙ ICAO: PFCR).